# Angerona nigrilineata
Angerona nigrilineata là một loài bướm đêm trong họ Geometridae.